# Бей, Василий Иванович
Васи́лий Ива́нович Бей (1878 — ?) — член Государственной думы I созыва от Подольской губернии, крестьянин.

## Биография

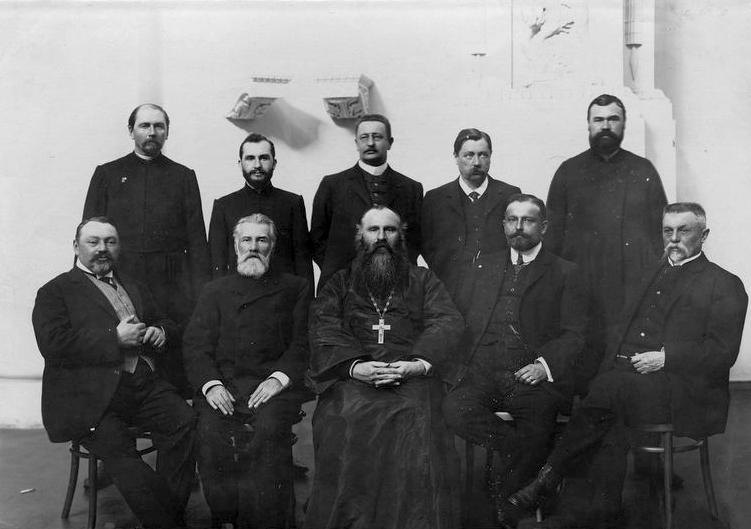
Депутаты Государственной думы I созыва от Подольской губернии. Стоят: Шепитка Д. И., Кучеренко И. З., Бей В. И., Гнатенко И. Г., Яременко П. Н., Косаренчук И. И., Рыбачек А. Ф.; сидят: Романюк А. И., Кучер М. А., Штефанюк Л. Е., Заболотный И. К., Михаленко П. Н.

Православный, крестьянин села Сивороги Ушицкого уезда.
Окончил церковно-приходскую школу. Был псаломщиком и помощником учителя в церковно-приходской школе.
В 1906 году был избран в I Государственную думу от общего состава выборщиков Подольского губернского избирательного собрания. Входил в Трудовую группу, подписал заявления «Об образовании комиссии по расследовании преступлений должностных лиц» и «Об образовании местных аграрных комитетов».
Дальнейшая судьба неизвестна.